# Barefoot in the Park

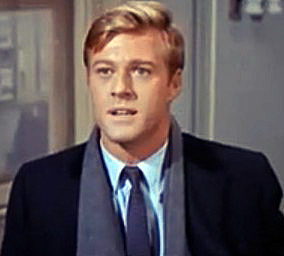
Robert Redford in 'Barefoot in the park'

Barefoot in the Park is een Amerikaanse filmkomedie uit 1967 onder regie van Gene Saks met in de hoofdrollen Jane Fonda en Robert Redford. De film is gebaseerd op een toneelstuk uit 1963 geschreven door Neil Simon. Op Broadway werden de hoofdrollen gespeeld door Robert Redford als Paul en Elizabeth Ashley als Corie. De film werd deels opgenomen in het Plaza Hotel. De Nederlands première was op 20 december 1967 met als titel Op blote voeten in het park.

## Rolverdeling
| Acteur          | Personage          |
| --------------- | ------------------ |
| Robert Redford  | Paul Bratter       |
| Jane Fonda      | Corie Bratter      |
| Charles Boyer   | Victor Velasco     |
| Mildred Natwick | Ethel Banks        |
| Herb Edelman    | Harry Pepper       |
| Mabel Albertson | Harriet            |
| Fritz Feld      | restauranteigenaar |
| James F. Stone  | leverancier        |
| Ted Hartley     | Frank              |

## Verhaal
In de film worden de pas gehuwde Corie en Paul Bratter gevolgd die terecht zijn gekomen in een piepklein appartementje op de vijfde verdieping in een appartementsgebouwtje vele trappen hoog in Greenwich Village, een buurt in de New Yorkse wijk Lower Manhattan. Paul is keurig in pak en werkt hard als een jonge advocaat die net zijn praktijk is gestart, Corie is een spontane romantische bruid die haar huwelijk wil doen slagen, ondanks hun problemen, en het huiselijk wil maken in het appartementje zonder verwarming, met een gat in de glazen dakkoepel en wat merkwaardige buren zoals bovenbuur Victor Velasco. De schoonmoeder van Paul, Ethel Banks, maakt het met haar bezoekjes niet eenvoudig. Corie probeert haar moeder te koppelen aan de bovenbuur Victor, wat leidt tot een etentje in een Albanees restaurant op Staten Island waarvan Victor de eigenaar kent. Het etentje mislukt, Corie en Victor dronken wat te veel en eindigen dansend met een buikdanseres, Paul en Ethel voelen er zich ongemakkelijk bij. Terug thuis komt het tot een hoogoplopende ruzie waarbij Corie zelfs aankondigt van Paul te willen scheiden met als voorbeeld dat hij op een avond zelfs weigerde met haar blootsvoets in het park rond te lopen. Paul slaapt in de zetel onder het koude gat in het dakvenster, en is ziek de volgende dag. Hij vertrekt en zwerft rond, blootsvoets rondlopend in Washington Square Park waar Corie hem de volgende avond vindt. Uiteindelijk verzoenen ze zich met elkaar, ook nadat Pauls klimpartij op het dak van het appartement waar hij bijna naar beneden viel en door Corie gered wordt goed afliep. Victor en Ethel zijn in die nacht en dag ook een koppel geworden.

## Palmares
Mildred Natwick werd voor haar rol als Ethel Banks genomineerd voor een Academy Award voor de beste vrouwelijke bijrol. Jane Fonda werd genomineerd voor een Britse BAFTA Award voor de Beste Buitenlandse Actrice en Neil Simon kreeg voor zijn filmadaptatie een nominatie voor een Writers Guild of America Award voor het Beste scenario.